# Canadian Pediatric Society
La Canadian Pediatric Society (CPS), in italiano Società Pediatrica Canadese è un'associazione nazionale di pediatri.
In qualità di associazione professionale volontaria, essa rappresenta oltre 3.000 pediatri, sottospecialisti pediatrici e altre persone che lavorano e si prendono cura dei bambini. Il CPS è diretto da un Consiglio di amministrazione eletto in modo da rappresentare ogni provincia e territorio.